# Bathycallionymus kaianus
Bathycallionymus kaianus és una espècie de peix de la família dels cal·lionímids i de l'ordre dels perciformes.

## Morfologia
- Els mascles poden assolir 16 cm de longitud total.[4][5]

## Hàbitat
És un peix marí, de clima temperat i demersal que viu entre 183-194 m de fondària.

## Distribució geogràfica
Es troba a la Xina (incloent-hi Hong Kong), l'Índia, Indonèsia, el Japó, Corea, Taiwan, Tanzània, Tailàndia i el Vietnam.

## Observacions
És inofensiu per als humans.